# 中国人民解放军陆军第一综合训练基地
中国人民解放军陆军第一综合训练基地，位于江苏省镇江市句容市，隶属中国人民解放军东部战区陆军。

## 沿革
中国人民解放军南京军区坦克乘员训练基地（代号中国人民解放军73667部队），隶属中国人民解放军南京军区，担负着为南京军区装甲机械化部队培训技术兵的任务。2000年代，改为中国人民解放军南京军区兵种训练基地。2016年，在深化国防和军队改革中，转隶中国人民解放军东部战区陆军。
2017年，在深化国防和军队改革中，调整组建中国人民解放军陆军第一综合训练基地。

## 历任领导
中国人民解放军南京军区兵种训练基地
| 司令员 - 王本荣（？—？，南京军区坦克乘员训练基地司令员） - 夏忠平（？—？，南京军区坦克乘员训练基地司令员） - 张正龙（？—？，南京军区兵种训练基地司令员） | 政治委员 - 冷如冰（？—？，南京军区坦克乘员训练基地政治委员） - 文家顺（？—？，南京军区兵种训练基地政治委员） - 石卫兵（？—？，南京军区兵种训练基地政治委员） |

中国人民解放军陆军第一综合训练基地
| 主任 - [[]]（2017年—） | 政治委员 - [[]]（2017年—） |